# Олеговская улица
Оле́говская у́лица — улица в Шевченковском районе города Киева. Пролегает по склону горы Щекавицы, от улицы Нижний Вал до Лукьяновской улицы.
Протяжённость 650 м.

## История
Олеговская улица известна с XVIII столетия под названием Погреба́льная — она вела к одному их первых городских кладбищ — Щекавицкого (1772 г.). Современное название — с 1869 года, в честь Киевского князя Олега, могила которого, по легенде, находится на горе Щекавице. От названия улицы эту местность иногда называют Олеговкой.
В начале улица застроена частными усадьбами. Сохранилось несколько старинных деревянных домов.
Местной изюминкой является здание № 37 — его забор сложен из типового жёлтого киевского кирпича, со включением старинных клеймённых кирпичей.

## Географические координаты
координаты начала 50°27′51″ с. ш. 30°30′31″ в. д.
координаты конца 50°27′53″ с. ш. 30°30′06″ в. д.

## Транспорт
- Трамваи 14, 18 (по улице Нижний Вал)
- Станция метро «Контрактовая площадь»

## Почтовый индекс
04071